# Хелмут Брокс
Хелмут Франц Брокс е български минен инженер и планинар от австрийски произход.

## Биография
Роден е в Русе на 17 май 1895 г. Родителите му са австрийци, заселили се в България още преди Освобождението. Отначало живеят във Варна, по-късно в Русе. Баща му е специалист по сондиране и водоснабдяване, поканен от турското правителство да издирва води в Добруджа, сред създателите на първите артезиански кладенци и проектирането на пътища в Добруджа и Варненско, основал фабрика за железарски изделия и дъскорезница в Русе. Хелмут има трима братя и една сестра, като той е най-малкият.
През 1908 г. заедно с Константин Мазнев, Васил Кулев, Арман Адолф Пришак и Борис Корабов създават ученическото туристическо дружество „Геолог“, което е първооснова на Юношеския туристически съюз в България. През 1910 г. се преименува на „Дунав“ и започват да се организират първите катерачни упражнения при село Кула, квартал на Русе. Те са първите катерачи в България.
На 30 ноември 1911 г. се свиква общо събрание от името на дружеството „Дунав“, на което се решава и провъзгласява образуването на Ученически туристически съюз в България. Избрано е Централно настоятелство с председател Пенчо Христов. На 13 август 1912 г. Централното настоятелство свиква първата конференция на юношеските туристически дружества, на която освен русенското дружество, присъства представител от Варна. Изработва се проекто-уставът на Юношеския туристически съюз. Решава се издаването на съюзен орган „Млад турист“, който започва да излиза към края на март 1913 г. През лятото на 1914 г. се организира Първият конгрес на Юношеския туристически съюз. Брокс участва в организирането и провеждането също на Втория и Третия туристически конгрес на Юношеския туристически съюз и подпомага дейността на дружествата в страната. Избран е за председател на Юношеския туристически съюз през 1915 г.
По време на Първата световна война служи в Шеста пехотна бдинска дивизия. За проявени заслуги е награден с военен орден. След войната заминава във Фрайберг, Германия, за да следва минно инженерство. По време на студентските си години покорява върховете Вацман, Хохкьоник, Цугшпитце, Юнгфрау, Вилдшпитце, Гросглокнер.
От пролетта на 1924 г. е на проучвателна работа в мина „Орел“ край Мъглиж, а през есента на същата година е вече директор на мина „Бобов дол“. От 1926 г. е на работа в Мини „Перник“ като завеждащ рудниците „Христо Ботев“, „Хумни дол“, „Гладно поле“, „Бели брег“ и “Стари рудници".
През 1928 г. става инициатор и изпълнител по организирането на минната спасителна служба, която от 1929 г. става Национална спасителна минна служба. По негова идея пред сградата на Минноспасителната служба в Перник е поставено вкаменено дърво, намерено в галериите на рудник „Бели брег“.
Под негово ръководство се строи хижа „Селимица“ над село Кладница, открита на 17 май 1930 г. Участва активно в строителството на хижа „Острица“, наречена по-късно на негово име хижа „Брокс“. Водени от него туристи участват в строителството на хижа „Кумата“ на Витоша, хижите „Славей“ и „Орлите“ край Перник и Радомир, хижа „Студенец" в Родопите, хижа „Юмрук чал“ в Стара планина. През 1934 г., заедно с туристи от Перник и Самоков, построяват първия каменен заслон „Мальовица“, основа на сегашната едноименна хижа.
Хелмут Брокс създава физкултурни и туристически секции, групи и клубове в предприятията след 1944 г. Инициатор е на туристическата маркировка на маршрутите Черни връх – връх Селим – хижа „Селимица“ – хижа „Фонфон“ – хижа „Еделвайс“ – хижа „Алеко“, парк „Витоша“.
През 1950 г. се пенсионира и постъпва като щатен преподавател в Минния техникум в Перник, където преподава геология, минералогия, минно и спасително дело, сондажно дело. През 1957 – 1958 г. е районен инженер в Министерството на тежката промишленост и работи и живее в София.
Брокс е автор, редактор и преводач на статии по алпийски теми в български и чужди списания. Умира на 15 юни 1969 г. в София.
Личният му архив се съхранява във фонд 284К в Държавен архив – Перник. Той се състои от 49 архивни единици от периода 1910 – 1969 г.
През 2014 г. на негово име е наречен връх Брокс (2300 m) в планина Елсуърт, Антарктика.